# Jaime Jiménez Merlo
Jaime Jiménez Merlo es un exfutbolista español que jugaba como guardameta. Nació en Valdepeñas (Ciudad Real) el 10 de diciembre de 1980.

## Biografía

### Inicios
Jaime Jiménez Merlo, conocido como Jaime, es un portero que se formó en la escuela de fútbol base de Valdepeñas hasta llegar al primer equipo de su ciudad, el Valdepeñas CF, en 3.ª División. Tras su paso por la Selección de Castilla-La Mancha sub-15 y sub-17, fue llamado por la selección española sub-18. Esto le sirvió de escaparate para que diferentes clubes, como el Real Madrid CF, Real Sporting de Gijón y Valencia CF, se fijasen en él. Finalmente Jaime decidió fichar por el filial del Valencia CF, en 2.ª Division B, aunque también militó en la cantera del RCD Mallorca.

### Ciudad de Murcia y Granada 74
Comenzó su trayectoria profesional en el Ciudad de Murcia en 2.ª División, donde en la temporada 2005/06 disputó 27 encuentros. Cuajó una grandísima temporada, sentando en el banquillo a su compañero de portería José Juan y por ello el Real Betis Balompié decidió hacerse con sus servicios, pero su presidente Quique Pina se negó al traspaso y Jaime tuvo que continuar en el club murciano. Una temporada después, siendo portero titular, sufrió una grave lesión en su mano derecha por una patada recibida por Edwin Congo que le hizo perderse prácticamente la segunda vuelta del campeonato y solo pudo disputar un total de 21 encuentros. Mientras que en la temporada 2007-08, fue titular indiscutible en el ya denominado Granada 74 SAD, que se trasladó a su vez a la ciudad de Motril jugando 37 encuentros.

### Elche CF
En 2008 firmó con el Elche CF con la intención de ocupar la portería ilicitana, ya que Wilfredo Caballero sería traspasado, pero, finalmente, este último no se marchó. Las dos primeras temporadas fue suplente del argentino y apenas pudo disputar un par de partidos debido a las lesiones.
En la temporada 2010-2011, alcanzó la titularidad frente al Real Betis Balompié, en el Estadio Benito Villamarín, con victoria de los ilicitanos (1-4), cuajando una sensacional actuación, deteniendo incluso un penalti a Achille Emana y cortando la larga racha de malos resultados que hasta la fecha habían dejado al Elche CF en una mala situación tanto deportiva como institucional. Durante esa temporada se convirtió en indiscutible en la portería ilicitana, quedándose el conjunto alicantino a las puertas del ascenso tras caer con el Granada CF en la eliminatoria decisiva del play-off por el ascenso a Primera. Jaime firmó un grandísimo partido en el Nuevo Estadio de los Cármenes teniendo numerosas intervenciones y parando incluso dos penaltis en el último minuto del encuentro, que le sirvieron para ser apodado por la prensa como "El Gato de los Cármenes".

### Real Valladolid CF
El 8 de julio de 2011 el Real Valladolid anuncia el fichaje de Jaime por 2 años con opción a uno más. El 17 de enero salta la noticia de que Jaime podría jugar en la Premier League defendiendo los colores del Tottenham debido a su alto rendimiento durante la temporada. El 16 de junio de 2012 sube a Primera División con el equipo pucelano. Jaime consiguió el Trofeo Zamora de Segunda División de la temporada 2011/2012 tras encajar 36 goles en 40 partidos disputados (0,90 g/p).
Debuta por fin en Primera División a sus 31 años en la primera jornada de la temporada 2012-13 con una victoria, el 20 de agosto en la Romareda por 0-1 ante el Real Zaragoza. Comienza la temporada como portero titular, pero es relegado al banquillo en favor de Dani Hernández, aunque nuevamente es devuelto a la titularidad por el técnico Djukic, cuajando grandes actuaciones en una temporada en la que el Valladolid se salvó con holgura. Al final de la campaña, uno de los dos porteros debía dejar la elástica blanquivioleta. Finalmente, Jaime ganó el pulso al venezolano y renovó su contrato un año más con el Pucela. Durante el concurso 2013-14, Diego Mariño, el nuevo portero blanquivioleta, comienza como titular, aunque Jaime recupera el puesto en la segunda vuelta de la competición disputando un total de 14 partidos. Tras finalizar esa temporada, Jaime, que terminaba contrato, tras no llegarse a un acuerdo con el Real Valladolid, anuncia que no seguirá defendiendo los colores del equipo castellano.

### SD Eibar
El 9 de julio de 2014, se anunció su fichaje por el SD Eibar, recién ascendido a Primera División.  Jaime jugó solamente 5 partidos por lesión, en los que cuajó grandes actuaciones, relegando a la suplencia a Xabi Irureta. En la primera vuelta el equipo acaba con 27 puntos, dejando muy buenas sensaciones y siendo la revelación de la Liga. Sin embargo, en la segunda vuelta no se repiten los mismos resultados y el equipo acaba perdiendo la categoría tras sumar apenas 7 puntos en los últimos 20 partidos. Sin embargo, días después, la LFP desciende al Elche C. F. por impagos y problemas económicos, y el Eibar ocupa su plaza, regresando así a Primera. En la temporada 2015-2016 Jaime sigue defendiendo los colores de la SD Eibar y fue operado de la lesión que sufrió en la temporada anterior en la espalda,que supuso el fin de su carrera profesional como guardameta.

## Clubes
| Club                        | País   | Año       |
| --------------------------- | ------ | --------- |
| Valdepeñas CF               | España | 1998-1999 |
| Valencia CF Mestalla        | España | 1999-2000 |
| Club Gimnàstic de Tarragona | España | 2000-2001 |
| CD Ferriolense              | España | 2001-2002 |
| Real Mallorca B             | España | 2001-2002 |
| Zamora CF                   | España | 2002-2003 |
| AD Ceuta                    | España | 2003-2005 |
| CF Ciudad de Murcia         | España | 2005-2007 |
| Granada 74 CF               | España | 2007-2008 |
| Elche CF                    | España | 2008-2011 |
| Real Valladolid CF          | España | 2011-2014 |
| SD Eibar                    | España | 2014-2016 |